# Гай Поппей Сабин
Гай Поппе́й Саби́н (лат. Gaius Poppaeus Sabinus; умер в 35 году, Мёзия, Римская империя) — политический деятель эпохи ранней Римской империи, ординарный консул 9 года. Мог приходиться братом консулу-суффекту 9 года Квинту Поппею Секунду.

## Происхождение
Известно, что род Сабина происходил из Интерамны в Этрурии, а его отец и дед носили один и тот же преномен — Квинт. Исходя из этого обстоятельства, в современной историографии предполагается, что консул-суффект 9 года Квинт Поппей Секунд мог приходиться Гаю старшим либо сводным братом.

## Биография
В 9 году Сабин занимал должность ординарного консула совместно с Квинтом Сульпицием Камерином, после чего был сменён своим предполагаемым старшим братом, Квинтом. В 11 или 12 году он был назначен легатом-пропретором провинции Мёзия, которым и оставался вплоть до своей смерти в 35 году. Кроме того, в 15 году император Тиберий назначил Сабина проконсулом Македонии и Ахайи; таким образом, он стал наместником сразу трёх провинций. В 26 году Сабин подавил восстание фракийцев, за что получил триумфальные отличия. В 31 году по Ахайе и Македонии прошёл слух, что на Кикладских островах видели сына Германика, Друза. Когда эти сплетни дошли до Сабина, он срочно прибыл в Никополь, где узнал, что мнимый Друз был сыном Марка Юния Силана; потеряв своих сторонников, самозванец взошёл на корабль, идущий в Италию, после чего его следы теряются. Гай Поппей сообщил об этом происшествии Тиберию.
Известно, что Сабин скончался в конце 35 года. Вот как писал о нём современник, крупный римский историк Корнелий Тацит:
«Поппей Сабин, не отличавшийся знатностью происхождения, но благодаря близости к принцепсам добившийся консульства и триумфальных отличий и на протяжении двадцати четырёх лет стоявший во главе важнейших провинций не за выдающиеся дарования, а потому, что, справляясь с возложенными на него поручениями, не возвышался над ними».

## Семья и потомки
В браке с неизвестной женщиной Гай Поппей Сабин имел, по крайней мере, дочь, считавшуюся современниками первой красавицей Рима, которая покончила с собой в 47 году. Через свою супругу Поппею Сабину, родившуюся в семье сенатора, участника заговора Сеяна, Тита Оллия, император Нерон приходился Гаю внучатым племянником.